# Skate America 1981
Navigation
Édition précédente Édition suivante
Le Skate America est une compétition internationale de patinage artistique qui se déroule du 5 au 11 octobre 1981 à l'Olympic Center Arena de Lake Placid (New York) aux États-Unis. Il accueille des patineurs amateurs de niveau senior dans quatre catégories : simple messieurs, simple dames, couple artistique et danse sur glace.
Le deuxième Skate America est organisé à l'automne 1981 à la Olympic Center Arena de Lake Placid dans l’État de New York. 
Il n'y a pas eu de compétition organisée l'année précédente en 1980.

## Résultats

### Messieurs
| Rang    | Nom                 | Pays                 | Points | Fig. impo. | Prog. court | Prog. libre |
| ------- | ------------------- | -------------------- | ------ | ---------- | ----------- | ----------- |
| 1       | Scott Hamilton      | États-Unis           | 2.8    | 1          | 3           | 1           |
| 2       | Robert Wagenhoffer  | États-Unis           | 7.2    | 8          | 1           | 2           |
| 3       | Brian Boitano       | États-Unis           | 8.0    | 7          | 2           | 3           |
| 4       | Rudi Cerne          | Allemagne de l'Ouest | 9.4    | 2          | 8           | 5           |
| 5       | Konstantin Kokora   | Union soviétique     | 11.4   | 4          | 5           | 7           |
| 6       | Gary Beacom         | Canada               | 11.4   | 3          | 4           | 8           |
| 7       | Grzegorz Filipowski | Pologne              | 13.0   | 11         | 6           | 4           |
| 8       | Gordon Forbes       | Canada               | 13.2   | 6          | 9           | 6           |
| 9       | Shinji Someya       | Japon                | 14.8   | 5          | 7           | 9           |
| 10      | Laurent Depouilly   | France               | 21.0   | 10         | 10          | 11          |
| 11      | Christopher Howarth | Royaume-Uni          | 21.6   | 12         | 11          | 10          |
| 12      | Michael Pasfield    | Australie            | 22.2   | 9          | 12          | 12          |
| Forfait | Brian Pockar        | Canada               |        |            |             |             |

### Dames
| Rang | Nom                       | Pays                 | Points | Fig. impo. | Prog. court | Prog. libre |
| ---- | ------------------------- | -------------------- | ------ | ---------- | ----------- | ----------- |
| 1    | Vikki de Vries            | États-Unis           | 2.6    | 2          | 1           | 1           |
| 2    | Elaine Zayak              | États-Unis           | 5.8    | 5          | 2           | 2           |
| 3    | Claudia Kristofics-Binder | Autriche             | 5.8    | 1          | 3           | 4           |
| 4    | Rosalynn Sumners          | États-Unis           | 8.2    | 6          | 4           | 3           |
| 5    | Kay Thomson               | Canada               | 11.2   | 4          | 7           | 6           |
| 6    | Karen Wood                | Royaume-Uni          | 11.6   | 7          | 6           | 5           |
| 7    | Katarina Lindgren         | Suède                | 13.8   | 8          | 5           | 7           |
| 8    | Reiko Kobayashi           | Japon                | 14.0   | 3          | 8           | 9           |
| 9    | Béatrice Farinacci        | France               | 20.4   | 9          | 10          | 11          |
| 10   | Vicki Holland             | Australie            | 20.6   | 15         | 9           | 8           |
| 11   | Kerry Smith               | Canada               | 21.4   | 11         | 12          | 10          |
| 12   | Cornelia Tesch            | Allemagne de l'Ouest | 22.4   | 10         | 11          | 12          |
| 13   | Paivi Nieminen            | Finlande             | 26.6   | 14         | 13          | 13          |
| 14   | Mirella Grazia            | Suisse               | 26.8   | 12         | 14          | 14          |
| 15   | Beata Nachrzter           | Pologne              | 28.8   | 13         | 15          | 15          |

### Couples
| Rang | Nom                                 | Pays             | Points | Prog. court | Prog. libre |
| ---- | ----------------------------------- | ---------------- | ------ | ----------- | ----------- |
| 1    | Barbara Underhill / Paul Martini    | Canada           | 1.8    | 2           | 1           |
| 2    | Kitty Carruthers / Peter Carruthers | États-Unis       | 2.4    | 1           | 2           |
| 3    | Ielena Valova / Oleg Vassiliev      | Union soviétique | 4.2    | 3           | 3           |
| 4    | Lea Ann Miller / William Fauver     | États-Unis       | 5.6    | 4           | 4           |
| 5    | Maria DiDomenico / Burt Lancon      | États-Unis       | 7.0    | 5           | 5           |
| 6    | Katherina Matousek / Eric Thomsen   | Canada           | 8.4    | 6           | 6           |

### Danse sur glace
| Rang | Nom                              | Pays             | Points | Danses imposées | Danse libre |
| ---- | -------------------------------- | ---------------- | ------ | --------------- | ----------- |
| 1    | Judy Blumberg / Michael Seibert  | États-Unis       | 2.0    | 1               | 1           |
| 2    | Elena Garanina / Igor Zavozin    | Union soviétique | 4.0    | 2               | 2           |
| 3    | Karen Barber / Nicky Slater      | Royaume-Uni      | 6.0    | 3               | 3           |
| 4    | Elisa Spitz / Scott Gregory      | États-Unis       | 8.0    | 4               | 4           |
| 5    | Nathalie Hervé / Pierre Béchu    | France           | 10.0   | 5               | 5           |
| 6    | Joanne French / John Thomas      | Canada           | 12.0   | 6               | 6           |
| 7    | Nancy Berghoff / James Bower     | États-Unis       | 14.0   | 7               | 7           |
| 8    | Donna Martini / John Coyne       | Canada           | 16.0   | 8               | 8           |
| 9    | Yumiko Kage / Yoshitaka Nakajima | Japon            | 18.0   | 9               | 9           |

## Sources
- Patinage Canada registre des résultats
- (en) « The 1981 Skate America Competition », sur skateguard1.blogspot.com
- (en) « Skate America-Results, SKATE AMERICA INTERNATIONAL LAKE PLACID, NEW YORK OCTOBER 8-11, 1981 », sur usfsa.xmlmanager.qg.com